# Cricket

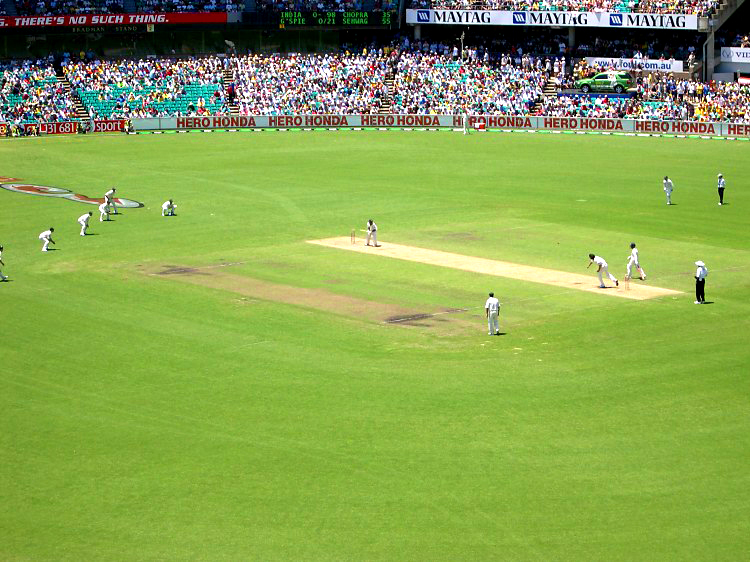
Cricket-Match: Der helle Streifen ist die Pitch; die Personen mit schwarzen Hosen sind die Schiedsrichter (rechts im Bild)

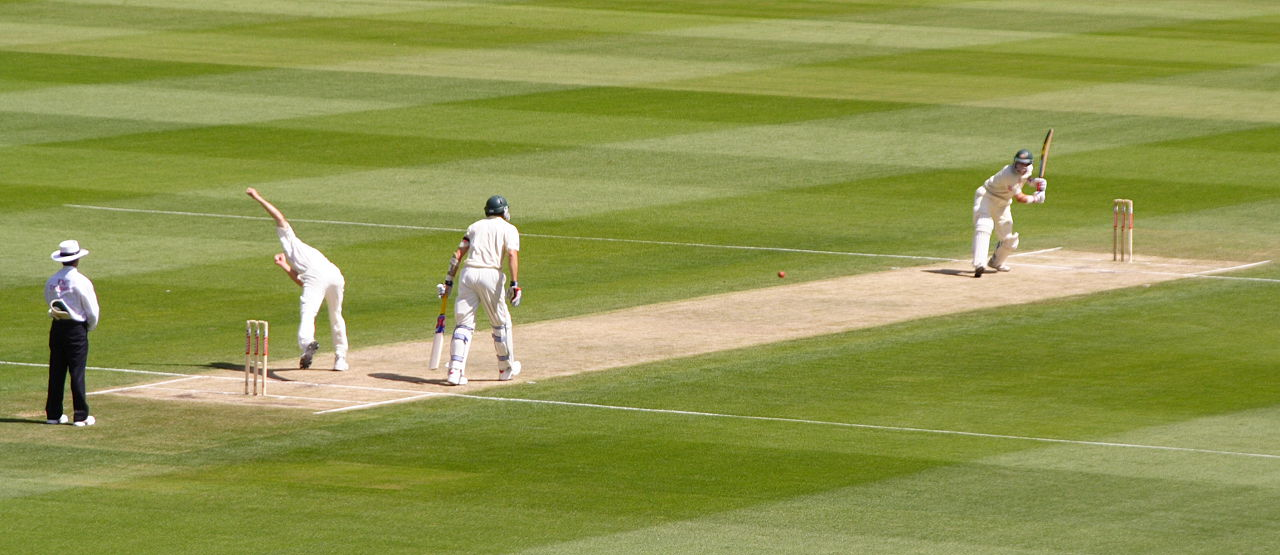
Pitch mit Bowler, den beiden Batsmen und einem der beiden Schiedsrichter

Cricket (englisch [ˈkɹɪkɪt]; in Deutschland amtlich auch Kricket, in den Anfängen auch Thorball) ist ein Schlagballspiel, bei dem zwei Mannschaften mit jeweils elf Spielern gegeneinander antreten. Kernelement des Spiels ist das Duell zwischen dem Bowler (Werfer) und dem Batter (Schlagmann). Während der Bowler versucht, den Batter zu einem Fehler zu bewegen und damit ausscheiden zu lassen, versucht der Batter seinerseits, durch Wegschlagen des Balls sogenannte Runs (Punkte) zu erzielen. Der Bowler wird in seiner Aufgabe durch die anderen Feldspieler unterstützt, die versuchen, den Ball so schnell wie möglich zurückzubringen.
Die Sportart entwickelte sich seit mindestens dem 16. Jahrhundert vor allem in Südostengland und wird seit dem 19. Jahrhundert professionell betrieben. Nachdem das erste Länderspiel 1844 zwischen den Vereinigten Staaten und Kanada stattfand, etablierte sich das bis heute betriebene, mehrere Tage dauernde, Test Cricket seit 1877. Seit 1971 werden internationale Ein-Tages-Spiele (ODIs) durchgeführt und kurz darauf in dieser Spielform Weltmeisterschaften für Frauen und Männer ausgetragen. Heute wird Cricket vor allem in den Ländern des Commonwealth als Sommersport betrieben und hat sich in einigen Ländern, vor allem in Südasien, als Nationalsport etabliert. Seit den frühen 2000er Jahren entwickelte sich die kürzere Form des Twenty20-Cricket, die neben kommerziell erfolgreichen Ligabetrieben ab den Olympischen Spielen 2028 dazu führt, dass Cricket wieder olympische Sportart wird.

## Geschichte

### Anfang

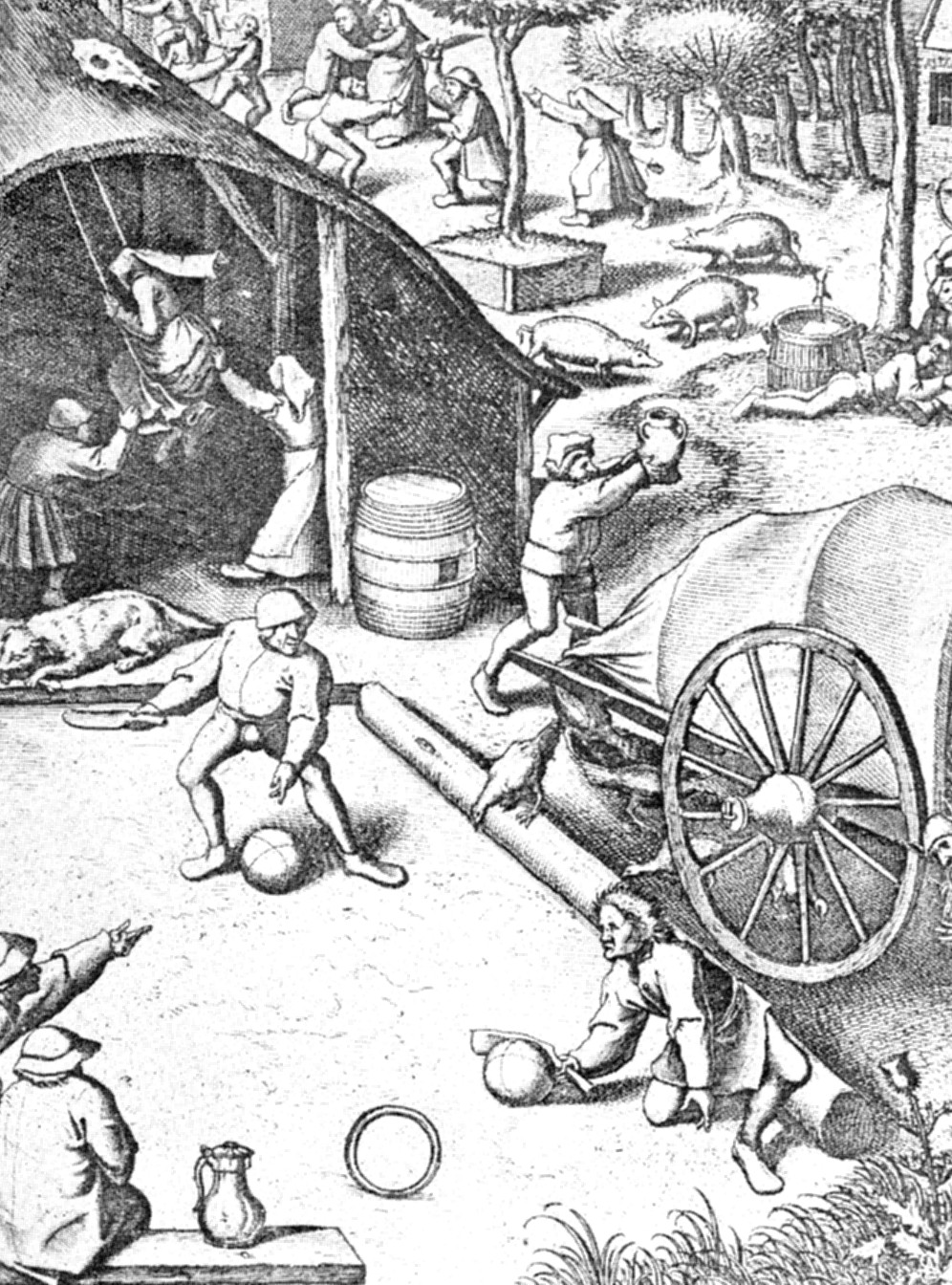
Ältere Form des Cricketspiels (zeitgenössische Abbildung, frühes 16. Jahrhundert)

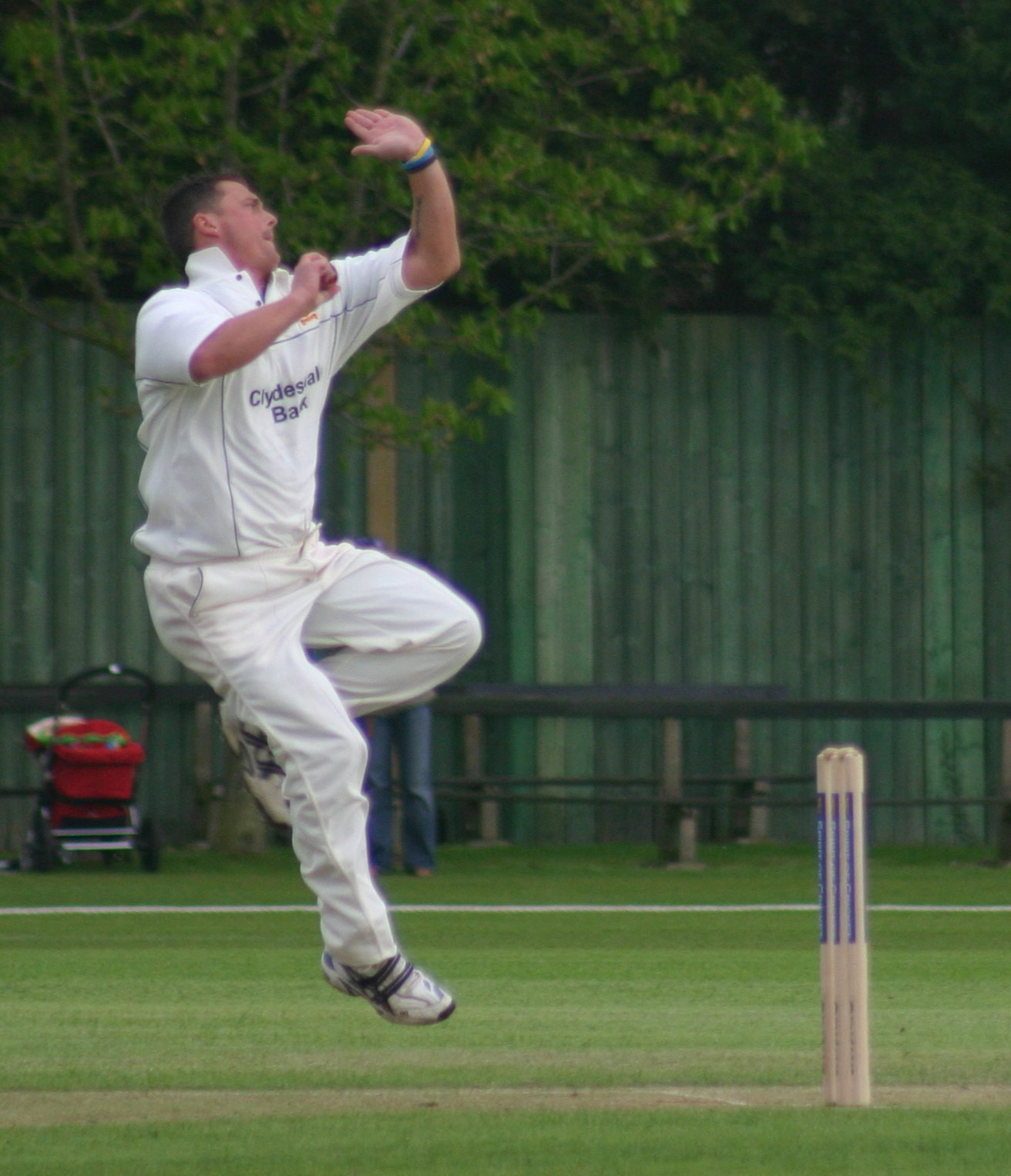
Darren Gough beim heute typischen Oberarmwurf

Eine frühe Form von Cricket, die von Schafhirten und Bauern gespielt wurde, kann bis ins 13. Jahrhundert zurückverfolgt werden. Es liegen schriftliche Belege über ein Spiel namens creag aus dem Jahr 1300 in Kent vor, das von Prince Edward gespielt wurde.
1598 berichtet ein Gerichtsfall über eine Sportart namens Kreckett, die an einer Schule in Guildford ausgeübt wurde. Dies ist auch laut dem Oxford English Dictionary der erste gültige Nachweis des Wortes Cricket in der Englischen Sprache.
Während des 17. Jahrhunderts wurde Creckett vor allem im Südosten Englands immer populärer. Gegen Ende dieses Jahrhunderts wurde es zu einer organisierten Sportart (die vermutlich auch die ersten Profis auf diesem Gebiet hervorbrachte), da nachweislich im Jahr 1697 ein great cricket match mit 11 Spielern pro Mannschaft in Sussex abgehalten wurde.

### Organisation und Weiterentwicklung
Im 18. Jahrhundert wurden wesentliche Bestandteile des Spiels weiterentwickelt und Cricket wurde zum Nationalsport in England. Adelige und reiche Kaufleute begannen ihre eigenen Mannschaften (select XIs) aufzustellen. Spielstätten in London wurden bereits 1707 auf dem Artillery Ground in Finsbury bereitgestellt, bis 1787 letztendlich der legendäre Lord’s Cricket Ground eröffnet wurde. Der im selben Jahr gegründete Marylebone Cricket Club avancierte rasch zur ersten Adresse in diesem Sport und ist bis heute auch der Hüter der Laws of Cricket (Cricketregeln).
Im 19. Jahrhundert wurde der bis dahin angewandte Underarm Bowling („Unterarmwurf“) zuerst durch das Roundarm Bowling (eine Bowling-Bewegung in Höhe des Beckens) und schließlich 1864 durch den Overarm Bowling („Oberarmwurf“) ersetzt, der heute noch ein typisches Erkennungsmerkmal von Cricket ist. 1877 wurde auch das erste Test Cricket Match auf dem Melbourne Cricket Ground zwischen Australien und England ausgetragen. Auf nationaler Ebene wird Cricket seit dieser Zeit in Ligabetrieben professionell betrieben.
Cricket war – ebenso wie Croquet und Pelota – auch eine Sportart bei den Olympischen Spielen in Paris im Jahr 1900. Die Dauer des olympischen Cricketspiels betrug nur zwei Tage, Sieger wurde Großbritannien.

### Entwicklung zum weltweiten Sport
Während der Sport auf internationaler Ebene zum Ende des 19. Jahrhunderts vornehmlich in England, Australien und Südafrika ausgetragen wurde, wurde er mit der Unabhängigkeit der britischen Kolonien auch in der Karibik und in Südasien (Indien und Pakistan) relevant. Zum Ende der 1970er Jahre erfolgte eine Modernisierung des Sportes, die Cricket auch medial und kommerziell weiter etablierte. Dauerten Spiele bis dahin grundsätzlich mehrere Tage, wurden mit Ein-Tagesspielen (ODIs) und zu Beginn der 2000er Jahre mit Twenty20-Spielen kürzere Formen etabliert. Seit ihrer Einführung gibt es in diesen beiden Formen auch Weltmeisterschaften (Cricket World Cup, ICC Men’s T20 World Cup, Women’s Cricket World Cup, ICC Women’s T20 World Cup), die sich neben den traditionellen Touren zwischen Mannschaften als heutiger Kern des internationalen Spiels etabliert haben.

## Spielprinzip

### Allgemeiner Spielablauf
Auf dem ovalen Spielfeld befinden sich elf Spieler der Feldmannschaft und zwei Spieler der Schlagmannschaft. In der Mitte des Spielfeldes ist ein Streifen (Pitch) von rund 20 m Länge und 3 m Breite aufgebracht, an dessen schmalen Enden sich jeweils eine Holzkonstruktion, das sogenannte Wicket, befindet. Ziel der Feldmannschaft ist es, mit Hilfe ihres Bowlers mit dem Ball das Wicket des Gegners zu zerstören. Um dieses zu verhindern, steht vor jedem der Wickets ein Batter der Schlagmannschaft und wehrt den Ball mit einem Schläger ab. Der Bowler läuft vom gegenüberliegenden Ende des Pitches an und wirft (bowlt) den Ball in einer vorgegebenen Bowlingtechnik in Richtung des Batters. Verfehlt dieser den Ball und der Ball zerstört das Wicket, ist der Batter ausgeschieden; genauso gilt dies, wenn er den Ball trifft und dieser dann direkt aus der Luft von einem Mitglied der Feldmannschaft gefangen wird. In diesem Fall kommt ein neuer Batter der Schlagmannschaft aufs Feld und nimmt den Platz des ausscheidenden ein. Gelingt dem Batter ein Schlag, so läuft er zur anderen Seite des Pitches und tauscht mit seinem Partner die Plätze. Für jeden gelungenen Seitenwechsel bekommt die Schlagmannschaft einen Punkt (Run). Gelingt es dem Schlagmann, dass der Ball über die Spielfeldbegrenzung rollt, gibt es dafür 4 Runs. Sollte ihm sogar gelingen, dass der Ball das Spielfeld verlässt, ohne dass er zuvor den Boden berührt hat, so gibt es 6 Runs.
Ein Spiel ist dabei in zwei oder vier Spielabschnitte (Innings; die Form mit „s“ am Ende ist sowohl Plural, wie auch Singular) geteilt, in denen jede Mannschaft abwechselnd jeweils ein Innings lang Schlag- oder Feldmannschaft ist. Das Innings ist dabei noch einmal in Unterabschnitte (Over) von sechs regulär gebowlten Bällen des Bowlers geteilt, in denen dieser immer von einem Ende des Pitches anläuft und bowlt. Sind alle Bälle des Overs gebowlt, folgt ein anderer Bowler von der anderen Seite des Pitches und absolviert von dort sein Over. Das Innings ist dann beendet, wenn bei der Schlagmannschaft zehn Spieler ausgeschieden sind oder wenn eine vorher festgelegte Anzahl von Overn absolviert ist. Anschließend tauschen die beiden Mannschaften ihre Aufgaben und absolvieren ihr Innings als Schlag- bzw. Feldmannschaft. Nach Abschluss aller Innings gewinnt die Mannschaft mit den meisten Runs.

### Regeln
Als oberste Instanz der Cricket-Regeln ist der Marylebone Cricket Club (MCC) in London anerkannt, obwohl internationales Cricket unter der Führung des International Cricket Council (ICC) durchgeführt wird. Der MCC gibt die Laws of Cricket heraus, die in 42 Regeln den Ablauf des Spieles festlegen.

#### Spieler und Offizielle
Eine Cricketmannschaft besteht aus elf Spielern. In sehr eingeschränktem Maße ist auch der Einsatz von Substitutes und Runners für verletzte Spieler möglich; taktische Einwechslungen gibt es jedoch nicht. Im Verlauf eines Cricketspiels übernehmen die Spieler je nach Spielsituation verschiedene Rollen.
- Jeder Spieler einer Schlagmannschaft muss einmal als Batter auftreten und Runs für seine Mannschaft erzielen.
- Wenn die andere Mannschaft am Schlag ist, versuchen die Bowler, die gegnerischen Batter ausscheiden zu lassen. Bowler sind meist spezialisiert, und sehr guten Bowlern wird es nachgesehen, wenn sie als Batter nicht besonders gut abschneiden.
- Der Wicket-Keeper steht hinter dem am Schlag befindlichen Batter und versucht, die vom Bowler gebowlten Bälle zu fangen. Wicket-Keeper sind meist hochspezialisiert; jedes Team hat nur einen Wicket-Keeper. Er ist auch der einzige Spieler der Feldmannschaft auf dem Feld, der Handschuhe trägt.
- Die Spieler der Feldmannschaft, die keine Spezialaufgabe haben, versuchen als Fielder den vom Batter geschlagenen Ball so schnell wie möglich wieder in die Mitte des Spielfeldes zu spielen oder ihn sogar direkt aus der Luft zu fangen.
- Beim Cricket gibt es nach den Regeln zwei, bei wichtigen Spielen aber auch mehr Schiedsrichter, „Umpires“ genannt. Es gilt als unsportlich, die Entscheidung eines Schiedsrichters zu kritisieren oder Diskussionen mit ihm zu beginnen.
- Die beiden Scorer tragen die erzielten Runs und andere Spieldaten in den offiziellen Spielbericht („Scorecard“) ein.

#### Spielfeld

Das Cricket-Spielfeld

Cricket wird auf einem großen, ovalen Platz gespielt, dessen äußere Begrenzung (Boundary) beispielsweise durch ein Seil markiert ist. In der Mitte des Spielfeldes befindet sich ein besonders präparierter, 20,12 Meter (22 Yards) langer und 3,05 Meter (10 feet) breiter Streifen – die so genannte Pitch. An den beiden Enden dieser Pitch sind jeweils drei Stäbe (Stumps) aufgestellt, auf denen lose je zwei kleinere Querstäbe (Bails) liegen. Diese beiden Anordnungen von Stäben werden Wickets genannt.

#### Ball
Der Cricketball ist traditionell dunkelrot und hat einen Kern aus Kork, der eng mit Schnur umwickelt ist. Die Hülle besteht aus vier Stücken Leder, die mittels einer leicht erhabenen Naht verbunden sind. Der Ball wiegt 155,9–163 g (5½–5¾ Unzen) und hat einen Umfang von 22,4–22,9 cm (8 13/16–9 Zoll; Ø≈7,2 cm). In Ein-Tages-Spielen und Twenty20s werden generell weiße Bälle verwendet und bei Mehrtagesspielen, die in den Abendstunden stattfinden, pinke Bälle. Die Bälle im Jugend- und Damenbereich sind etwas leichter und kleiner.

#### Bowlingtechnik

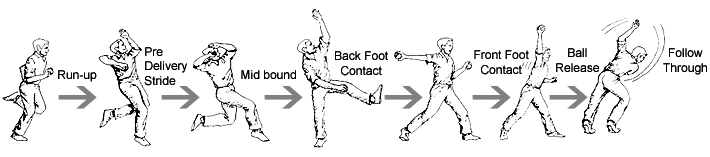
Der Bewegungsablauf beim Bowlen

Die Bowlingtechnik des Bowlers ist durch die Regeln größtenteils vorgeschrieben. Der Bowlingarm darf, sobald er die Höhe der Schulter erreicht hat, nicht mehr gestreckt werden, was in der Praxis fast immer dazu führt, dass der Arm in diesem Moment schon voll gestreckt ist und bleibt. Anderenfalls wird der gebowlte Ball als ungültig gewertet (siehe No Ball). Diese Technik wird Bowlen genannt. Im Cricket wird streng zwischen den Begriffen werfen und bowlen unterschieden, wobei werfen (in dem der Arm nachträglich gestreckt wird) als verbotene Technik gilt.
Eine weitere Besonderheit ist die Tatsache, dass der Ball so gebowlt wird, dass er vor dem Batter auf dem Boden aufkommt. Die Regeln schreiben dies zwar nicht vor, sie verbieten allerdings, dass der Ball den Batter volley über Hüfthöhe erreicht. Für volley benutzt man im Cricket den Begriff full toss. Obwohl der Ball beim Aufkommen viel an Geschwindigkeit verliert, wird dem Batter das Schlagen des Balles erschwert. Grundsätzlich gibt es zwei Techniken, nach denen man das Bowlen der Bowler unterscheidet:
- Beim Spin bowling wird der Ball in Rotation versetzt und ändert nach dem Auftreffen auf den Boden die Flugbahn.
- Beim Fast bowling wird dem Ball eine hohe Geschwindigkeit mitgegeben, um damit dem Batter Probleme zu bereiten. Hochspezialisierte Fast Bowler können den Spielball auf über 160 km/h beschleunigen.

Welche Technik Anwendung findet, hängt von dem Zustand des Pitches und Balls, sowie den äußeren Bedingungen ab. Klassisch beginnen die Fast Bowler das Innings, und wenn der Ball Abnutzung zeigt und der Pitch durch die auftreffenden Bälle Unebenheiten aufweist, kommen langsamere Bowler und Spin-Bowler zum Einsatz. Auch sind die klimatischen Zustände entscheidend, welche Typen von Bowlern bevorzugt eingesetzt werden. Während in Europa, Südafrika und Australien Fast Bowler Vorteile haben, sind es in Südasien vorwiegend die Spin-Bowler, die einen größeren Einfluss aufs Spiel ausüben können.

#### Runs (Punkte)

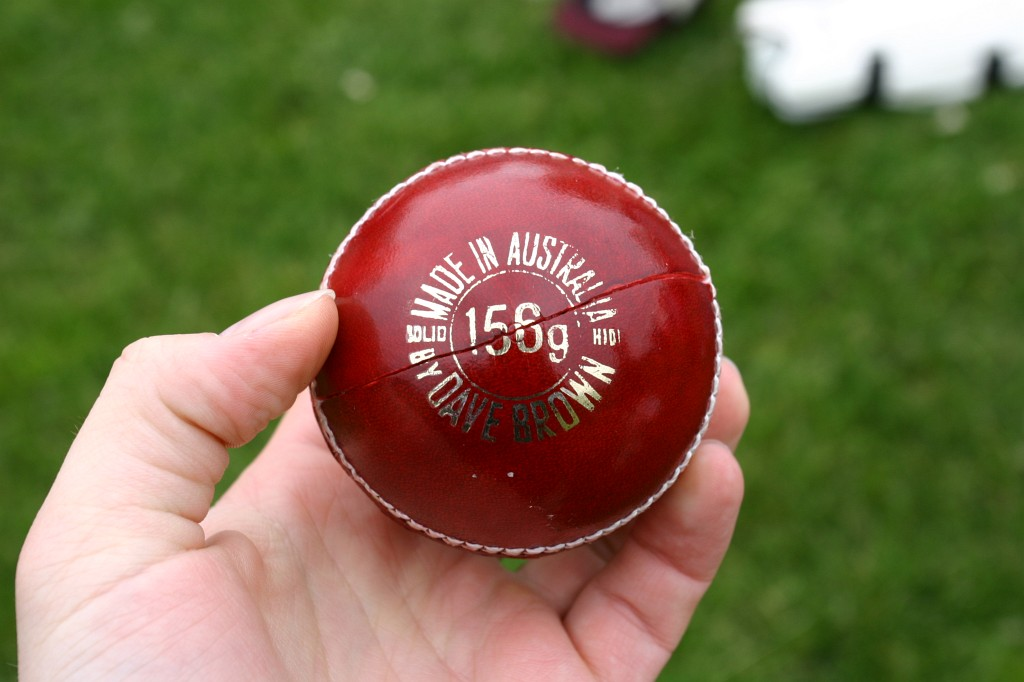
Typischer Cricketball

Der schlagende Batter hat zwei Ziele. Zum einen verteidigt er sein Wicket, d. h., er verhindert, dass es vom gebowlten Ball getroffen wird. Zum anderen wird er, wann immer ihm dies möglich erscheint, versuchen, den Ball so wegzuschlagen, dass er genug Zeit hat, zum anderen Wicket hinüberzulaufen. Sein Partner, welcher am anderen Ende der Pitch neben dem dortigen Wicket steht, damit der Bowler der Feldmannschaft Platz zum Bowlen hat, muss dann ebenfalls zum gegenüberliegenden Pitchende laufen. Den Battern bleibt die Entscheidung, ob sie loslaufen oder nicht, jedoch selbst überlassen.
Kommt einer der Batter dabei nicht rechtzeitig hinter die Schlaglinie (popping crease) an seinem Pitchende, bevor die Feldmannschaft den Ball auf das entsprechende Wicket geworfen und dieses dadurch zerstört hat – d. h., mindestens einer der kleinen, querliegenden Stäbe (bails) heruntergefallen ist – so ist dieser Batter ausgeschieden (siehe 1. unter Ausscheiden des Schlagmanns unten). Gelingt den Batsmen aber dieser Seitenwechsel, wird dies single genannt und zählt einen Punkt (Run). Wenn genug Zeit ist, können die Batsmen beliebig oft hin und her laufen und bekommen eine dementsprechende Punktzahl. In der Praxis geschieht dieser Seitenwechsel selten öfter als drei Mal.
Wenn der schlagende Batter den Ball hoch über die Spielfeldgrenze schlägt, gibt es sechs Runs. Der Schiedsrichter streckt dann beide Arme nach oben. Wenn der Ball vorher den Boden berührt, gibt es nur vier Runs. In diesem Fall führt der Schiedsrichter mit einem Arm eine wellenartige Bewegung von einer Seite zur anderen aus.
Für die Statistiken eines Batters wichtig sind die sogenannten Fifties oder Half-Century, wenn dieser in einem Innings 50 oder mehr Runs erzielt und Centuries, wenn 100 oder mehr Runs erzielt werden.

#### Ausscheiden des Schlagmanns (Dismissals)
Die Feldmannschaft hat das Ziel, die gegnerischen Schlagleute so schnell wie möglich ausscheiden zu lassen.
Jeder Batter spielt so lange, bis er ausgeschieden ist und wird dann durch den nächsten Batter, der in diesem Innings (Spieldurchgang) noch nicht an der Reihe war, ersetzt. Sobald zehn der elf Schlagleute ausgeschieden sind (man spricht dann von all out), ist dieses Innings abgeschlossen. Das Schlagrecht wechselt bzw. das Spiel ist zu Ende.
Das Ausscheiden eines Batters wird auch als Wicket bezeichnet, unabhängig davon, ob das eigentliche Wicket daran beteiligt war oder nicht. Ein solches Wicket kann auf insgesamt zehn verschiedene Arten geschehen. Die wichtigsten sind:
1. Wenn das Wicket mit dem Ball von der Feldmannschaft getroffen wird, während einer der Schlagleute noch zwischen den Wickets (eigentlich zwischen den Schlaglinien) unterwegs ist (Run out).
2. Wenn der Bowler mit seinem Ball am schlagenden Batter vorbei das Wicket trifft und mindestens ein Bail herunterfällt (Bowled).
3. Wenn der Batter den Ball schlägt und ein Mitglied der Feldmannschaft den Ball fängt, bevor der Ball zum ersten Mal auf dem Boden aufkommt (Caught). Falls der Wicket-Keeper den Ball fängt, spricht man von caught behind, wenn der Bowler selbst den Ball fängt, von caught and bowled.
4. Wenn der Ball vom Batter verfehlt, jedoch durch seinen Körper aufgehalten wird, der Ball aber, nach Ansicht des Schiedsrichters, das Wicket getroffen hätte, kann er von diesem „aus“ gegeben werden. Ein Ausscheiden dieser Art wird als Leg before Wicket oder kurz LBW bezeichnet und oft sehr kontrovers diskutiert.
5. Wenn der Batter beim Schlagversuch vor seine Schlaglinie tritt und der Ball zum Wicket-Keeper hinter ihm durchkommt und dieser dann alleine das Wicket des schlagenden Batters mit dem Ball zerstört, bevor dieser wieder hinter seine Linie gelangt ist und ohne dass der Batter einen Punkt (Run) angestrebt hat. Dies nennt man Stumped.

Das Ausscheiden von Battern, das am häufigsten vorkommt, ist das Fangen des Balles, gefolgt von Treffern des Wickets, entweder durch den Ball direkt oder via LBW. Run out und Stumpings kommen deutlich weniger vor. Wichtig dabei ist, dass der Schiedsrichter nur dann ins Spiel kommt, wenn er vom bowlenden Team darum gebeten wird. Ohne Antrag darf der Umpire keine Entscheidung über das Ausscheiden eines Spielers treffen. Gelingt dem Bowler ein Wicket bei drei aufeinander folgenden gebowlten Bällen, so spricht man von einem Hattrick.
Für die Statistik des Bowlers ist es von besonderer Bedeutung, wenn dieser fünf Wickets in einem Innings, einem sogenannten Five-for, erzielt oder insgesamt zehn Wickets in den beiden Innings eines First-Class-Spiels.

#### Extras
Von den regulären Runs unterscheidet man die sogenannten Extras. Diese werden bei Regelverstößen oder irregulären Schlägen vergeben. Dabei gibt es fünf unterschiedliche Arten:
1. Einem No Ball liegt ein Regelverstoß der Feldmannschaft zugrunde, beispielsweise wenn der Bowler seine Abwurflinie beim Bowlen übertritt.
2. Wides sind Bälle, die so weit am Schlagmann vorbei gebowlt werden, dass dieser keinen normalen Schlag ausführen kann.
3. Wenn der Batter den Ball verfehlt und der Wicket-Keeper diesen nicht aufhält, spricht man von einem Bye.
4. Berührt der Batter den Ball nur mit dem Körper anstatt dem Schläger, nennt man dies Leg-Bye.
5. Im Falle von groben Unsportlichkeiten werden Penalties vergeben.

Sowohl No Balls als auch Wides zählen automatisch einen Punkt (Run) für die Schlagmannschaft. In beiden Fällen muss der Ball auch noch zusätzlich vom Bowler wiederholt werden. Penalties werden jeweils in Blöcken von fünf Runs vergeben.
Alle diese oben genannten Punkte werden nicht dem Schlagmann gutgeschrieben, sondern in der jeweiligen Kategorie unter Extras vermerkt.

#### Ergebnis
Das Ergebnis eines Cricketspiels ist entweder ein Sieg einer der beiden Mannschaften (Win), ein Unentschieden (Tie) oder ein Remis (Draw).
Eine Mannschaft gewinnt, wenn sie mehr Punkte als der Gegner erzielt hat, nachdem dieser sein(e) Innings abgeschlossen hat. Möglich ist auch ein durch den Schiedsrichter zuerkannter Sieg wegen Spielverweigerung der gegnerischen Mannschaft, ein Sieg durch Aufgabe des Gegners oder ein Sieg durch Penalties.
Das Spiel endet unentschieden, wenn alle Innings abgeschlossen und die Punktzahlen beider Mannschaften gleich sind. Dieses Ergebnis ist sehr selten.
In allen anderen Fällen – das heißt in der Regel nach einem Zeitablauf ohne Abschluss aller Innings – wird das Spiel als Remis gewertet.

## Austragungsformen
Cricket wird generell in nationales und internationales Cricket geteilt, bei der heute drei unterschiedliche Spielweisen dominieren. Auf internationaler Ebene werden die drei Formen zumeist in Form von Touren zwischen zwei Mannschaften und Turnieren mit mehreren Mannschaften absolviert. Auf nationaler Ebene gibt es in allen drei Formen Ligen und Turniere.

### Test Cricket und First-Class Cricket
Als Test oder Test Cricket bezeichnet man eine spezielle Form eines internationalen Cricketspiels, die traditionell als höchste Form der Ausübung des Sports gilt. Bei dieser Spielform wird das Spiel an bis zu fünf Tagen – in täglich drei rund zweistündigen Spielabschnitten – ausgetragen. Tests sind wiederum meist in eine Serie von zwei bis sechs Tests eingebettet, so dass die entsprechenden Duelle sich über mehrere Wochen hinziehen können. Die Berechtigung, Tests auszutragen ist nur auf wenige, derzeit 12, Nationalmannschaften beschränkt.
Tests sind dabei eine Sonderform des First-Class Cricket, das vor allem auf nationaler Ebene ausgetragen wird. Die Spiele zwischen Profimannschaften finden überwiegend in einer Liga statt und dauern drei bis vier Tage. Auch hierbei werden zwei Innings je Mannschaft mit derselben Tageseinteilung wie beim Test Cricket gespielt. Am bekanntesten ist die englische County Championship (Grafschaftsmeisterschaft), die seit 1890 ausgetragen wird.

### One-Day International und List A Cricket
Aufgrund der Bedürfnisse vor allem des Fernsehens wurde seit den 1960er Jahren ein kürzeres und dramatischeres Format eingeführt, das One-Day Cricket (Ein-Tages-Cricket), seit den 1970er Jahren auf internationaler Ebene als One-Day Internationals. Diese neue Art des Crickets erfreute sich schnell wachsender Popularität, auch wenn es von Traditionalisten zunächst weitgehend abgelehnt wurde.
Im Gegensatz zum First-Class Cricket ist ein Innings nicht erst dann abgeschlossen, wenn alle Schlagleute „aus“ sind, sondern schon nach einer festgesetzten Zahl von Over, üblicherweise 50 Over. Sobald also eines dieser beiden Kriterien erfüllt wird, ist das Innings vorbei. Aus diesem Grund wird diese Spielform auch oft Limited-Overs Cricket genannt. Auch gibt es weitere Regeländerungen im Vergleich zum First-Class Cricket.
Wie beim Test Cricket werden auch One-Day Internationals meist als Teil einer Serie (Tour) ausgetragen (drei bis sieben Spiele) oder gar in Form eines Drei-Nationenturniers. Alle vier Jahre wird im One-Day-Modus eine Weltmeisterschaft (Cricket World Cup, bzw. Women’s Cricket World Cup bei den Frauen) ausgetragen. In den vier Jahren zwischen den World Cups findet eine Champions Trophy statt.
Das Äquivalent auf nationaler Ebene oder Spiele von weniger etablierten Nationalmannschaften wird als List A Cricket bezeichnet.

### Twenty20 Cricket
Zu Beginn der 2000er Jahre starteten Versuche, das Spiel für moderne Medien attraktiver zu gestalten. Dabei etablierte sich dasTwenty20-Cricket, bei dem die Spielabschnitte auf je 20 Over verkürzt werden und eine Maximalspieldauer von 75 Minuten je Innings festgelegt ist.
Auch in diesem Format wird eine Weltmeisterschaft jeweils für Männer und Frauen ausgetragen (ICC Men’s T20 World Cup, ICC Women’s T20 World Cup). Twenty20-Cricket wird ab 2028 Teil des Programms bei den Olympischen Spielen sein.
Das Twenty20-Format hat sich insbesondere auch als Spielform nationaler Profiligen etabliert, wie der Indian Premier League, bei der international besetzte Mannschaften innerhalb kurzer Zeit ein Turnier bestreiten, was häufig von großen Zuschauerzahlen verfolgt wird.

## Ausrüstung
Ein Cricketspieler benötigt ein Trikot, oft zusätzlich einen Sweater und eine lange Hose. Die Schuhe sind weiß und haben meist ein besonderes Profil, Schuhe für Bowler sogar Spikes. Bei Testspielen ist weiße Spielkleidung vorgeschrieben; bei One-Day Cricket wird, zumindest bei den Profis, heute fast immer in bunter Spielkleidung gespielt, früher oft als „Pyjama Cricket“ belächelt.
Jeder Schlagmann hat einen Schläger und trägt Schutzausrüstung. Das wichtigste Schutzbekleidungsstück sind die Pads, die seine Beine vor dem mit einer sehr hohen Wucht auftreffenden Ball schützen.
Zusätzlich sollte der Schlagmann einen Helm und Handschuhe tragen, sowie eine so genannte Box, ein Suspensorium zum Schutz der sogenannten Gentleman’s Region. Einige Spieler tragen darüber hinaus noch einen Schutz für die Arme oder gar einen Brustschutz unter dem Hemd.
Bei der Feldmannschaft trägt nur der Wicket Keeper, der immer hinter dem Schlagmann und dessen Wicket steht, eine besondere Ausrüstung. Wie der Schlagmann hat auch er einen (meist kleineren) Beinschutz (Wicket Keeping Pads) und er ist der einzige Spieler der Feldmannschaft, der Fanghandschuhe (Wicket Keeping Gloves) tragen darf.
Die beiden Schiedsrichter tragen in der Regel weißes oder cremefarbenes Hemd und Jacket sowie eine schwarze Hose. Auch hier hat sich in den kürzeren Formaten eine farbige Kleidung durchgesetzt.

## Cricket auf nationaler Ebene
Keine Nationalmannschaft aus dem deutschsprachigen Raum konnte sich bisher für eine Weltmeisterschaft qualifizieren.

### Cricket in Deutschland
Cricket wird in Deutschland seit 1988 vom Deutschen Cricket-Bund (DCB) mit Sitz in Essen und seit 2015 zusätzlich von der Deutschen Cricket-Union (DCU) mit Sitz in Engelskirchen gefördert. Beide sind über verschiedene Landesverbände organisiert, wobei der DCB mit acht Landesverbänden und rund 7.000 Mitgliedern der größere der beiden Bundesverbände ist. Die meisten Cricket-Vereine befinden sich in Nordrhein-Westfalen, Hessen, Baden-Württemberg und Bayern. Zahlenmäßige Hochburg des Cricket in Deutschland ist das Rhein-Main-Gebiet. Leistungsmäßig liegt Deutschland auf der Cricket-Weltrangliste derzeit auf Platz 42 und stellt in Europa außerhalb der britischen Inseln die größte Zahl an aktiven Cricket-Spielern. Der Spielbetrieb in Deutschland ist in einer mehrgleisigen Bundesliga und darunter angesiedelten Regionalligen organisiert.
Der Ursprung von Cricket in Deutschland liegt in Berlin. Seit spätestens 1873 spielten dort Herren aus Großbritannien, Kanada und den USA diesen Sport. Ab 1888 begannen die Vereine BFC Germania 1888, BFC Viktoria 1889, Union 1892, Britannia 1892 und TSV Helgoland 1897 mit einem geregelten Spielbetrieb. Über viele Jahrzehnte bestimmte der BFC Viktoria 1889 den Sport und errang zahlreiche deutsche Meisterschaften (21 mal bei den Herren, zuletzt 1959). Ähnlich der Regelung im Fußball darf der BFC Viktoria 1889 für die errungenen Meisterschaften vier Sterne auf dem Trikot tragen. Die erste deutsche Meisterschaft der Damen (2006 erstmals ausgespielt) wurde von der Frauenmannschaft des BFC Viktoria 1889 mit einem Sieg über den Schweriner BBCCC gewonnen. Das Team wechselte nach dem Sieg in der deutschen Meisterschaft jedoch geschlossen zu den Reinickendorfer Füchsen.
Die Flüchtlingskrise in Deutschland brachte den deutschen Cricket-Vereinen ab 2015 zahlreiche neue Spieler, vor allem aus Afghanistan.

### Cricket in der Schweiz
Cricket wird in der Schweiz offiziell von Cricket Switzerland vertreten. Dem 1980 gegründeten Verband gehören zurzeit 20 assoziierte Mitgliedsvereine an sowie eine Schiedsrichtervereinigung. Von 1985 bis 2012 gehörte der Verband als affiliated member dem International Cricket Council (ICC) an. Aufgrund der Gründung eines konkurrierenden Verbandes wurde diese Mitgliedschaft jedoch ausgesetzt, bis der Verband durch eine Mitgliedschaft bei Swiss Olympic als offizieller Cricket-Dachverband anerkannt ist.
Cricket Switzerland veranstaltet im Sommer jeweils eine 20-over-Meisterschaft, die in einer Ost- und Westgruppe plus Finalspiele ausgespielt wird. Zusätzlich gibt es mit dem Mr Pickwick T20 Cricket Cup ein Twenty20-Turnier. Internationale Turniere in der Schweiz finden jeweils im Februar mit dem Cricket on Ice in St. Moritz und im Sommer mit dem «International Cricket Festival» in Zuoz statt.

### Cricket in Österreich
Bereits 1892 gründeten in Wien ansässige Briten den Vienna Cricket and Football-Club. Cricket wird in Österreich heute vom Österreichischen Cricket Verband (ÖCV-ACA) im ICC vertreten, der am 4. September 1981 gegründet wurde. Seit Anfang der 1990er Jahre wird in Österreich eine Open League und eine Twenty20 Liga ausgetragen, an der auch ein Cricket-Verein aus Slowenien teilnimmt.
In Österreich gibt es aktuell drei Cricket-Grounds, die dem internationalen Standard entsprechen. Heimländerspiele der österreichischen Nationalmannschaft finden meistens in Seebarn bei Wien statt. In Wien-Donaustadt befindet sich im Austria Cricket Stadium das Zentrum der Nachwuchsausbildung mit der Austrian Cricket Academy. Der dritte Cricket-Ground liegt in Kärnten in der Nähe von Velden am Wörthersee bei Latschach an der Drau.

## Cricket in der Gesellschaft und Medien
Cricket ist in zahlreichen Ländern des Commonwealth eine der wichtigsten Sportarten. Dies spiegelt sich in der medialen Aufmerksamkeit wider, aber auch in der politischen und kulturellen Reflexion. Beispiel dafür ist die Cricket-Diplomatie, bei der der Stellenwert dieses Sports in den Staaten Indien und Pakistan dazu genutzt wurde, diplomatische Fortschritte zu erzielen. Heute gibt es zwölf Verbände, die als Vollmitglieder des International Cricket Councils anerkannt sind und in dessen Ländern Cricket eine hohe Aufmerksamkeit erfährt, da es die Nationalmannschaften dieser Verbände sind, die an den wichtigsten Wettbewerben des Sports teilnehmen und jeweils Profiligen unterhalten.
| - Afghanistan - Australien - Bangladesch | - England - Irland - Indien | - Neuseeland - Pakistan - Südafrika | - Simbabwe - Sri Lanka - West Indies |

### Besondere Ereignisse
Gesellschaftliche Diskussionen um Cricket flammen immer wieder dann auf, wenn es zu größeren Ereignissen kommt, die über lange Zeit die (Sport-)Berichterstattung in zahlreichen Ländern dominiert. Diese Diskussionen führen oft zu Veränderungen des Spiels und dessen Regeln.

#### Bodyline Series (1932/1933)
Als Bodyline Series wird die Ashes Tour 1932/33 in Australien zwischen den Gastgebern und England bezeichnet. Dabei spielten die Bowler der englischen Mannschaft gezielt auf den Körper der australischen Batsmen, um die Dominanz des damals überragenden Donald Bradman zu brechen. Die australische Seite wertete diese Strategie als einen gezielten Versuch, die australischen Spieler zu verletzen und reklamierte Unsportlichkeit. Da die englische Seite dafür kein Verständnis hatte und die mediale Aufregung groß war, kam es zu einer kurzen diplomatischen Krise zwischen den beiden Ländern. Die Cricketregeln wurden in der Folge angepasst, so dass diese Form des Spiels nicht mehr möglich ist.

#### Underarm incident(1981)
Als beschämendster Moment der Cricketgeschichte gilt der sogenannte Underarm incident („underarm“ steht für eine Bowling-Bewegung, bei dem sich die Hand unterhalb der Hüfte befindet) in einem One-Day International zwischen Australien und Neuseeland am 1. Februar 1981 in Melbourne. Die neuseeländischen Schlagleute lagen beim letzten Ball des Spiels sechs Punkte hinter Australien und hätten mit einer großen Boundary noch einen Gleichstand erzielen können. Um dies zu verhindern, rollte der australische Bowler Trevor Chapell auf Anweisung seines Bruders und Kapitäns Greg den Ball am Boden zum neuseeländischen Schlagmann, so dass es für diesen unmöglich war, ihn weit und hoch in die Luft zu schlagen.
Diese Technik des Bowlens existierte zwar im ausgehenden 19. Jahrhundert, war aber zum Zeitpunkt des Vorfalles lange unüblich, wenn auch nicht von den Regeln verboten. Dies wurde durch Medien und Fans als sehr unsportliches Verhalten und grober Verstoß gegen „the spirit of the game“ aufgefasst. Australien wurde zum Sieger des Spieles erklärt, was langjährige Konflikte mit dem neuseeländischen Cricketteam zur Folge hatte.

#### Ball tampering (2001/02)
Bei der Tour Indiens in Südafrika 2001/02 wurde beim zweiten Test der indische Spieler Sachin Tendulkar vom Umpire Mike Denness der Ballmanipulation beschuldigt. Dies führte zu Beschuldigungen des Rassismus seitens indischer Medien gegen den Schiedsrichter und sorgte für die sofortige Beendigung der offiziellen Tour, um einen Einsatz Denness im letzten Test zu verhindern. Konsequenz dieser Entwicklung waren eine Reform und die Professionalisierung des Schiedsrichterwesens im internationalen Cricket. Tendulkar wurde letztendlich freigesprochen.

#### Spielabbruch (2006)
Der erstmalige Abbruch eines internationalen Cricket-Spiels in der langjährigen Geschichte der Sportart sorgte für Anfeindungen zwischen Australien und Pakistan. Der Vorfall ereignete sich am 20. August 2006 in London im Spiel zwischen England und Pakistan. Nachdem der australische Schiedsrichter Darrell Hair entschieden hatte, Pakistan hätte den Ball manipuliert, weigerte sich die pakistanische Mannschaft, nach einer Pause wieder das Spielfeld zu betreten. Daraufhin wurde das Spiel für England gewertet. Aus Südasien gab es daraufhin Vorwürfe des Rassismus gegen den Australier, während Hair in Australien als Held gefeiert wurde.

#### Attentat auf die sri-lankische Mannschaft (2009)
Am 3. März 2009 kam es zu einem Angriff auf das sri-lankische Cricket-Team in Pakistan. Bewaffnete Männer feuerten in Lahore mit Raketenwerfern und Maschinengewehren auf den Bus der Mannschaft – mindestens sieben Menschen starben danach, u. a. sechs Spieler und ein Trainer wurden verletzt. Die angesetzte Länderspielserie wurde daraufhin abgebrochen.
Seither hatte die pakistanische Mannschaft ihre Heimspiele in den Vereinigten Arabischen Emiraten gespielt. Erstmals seit 2009 wurde im Jahr 2017 mit der Pakistan Super League 2016/17 ein Finale einer nationalen Meisterschaft mit internationalen Spielern wieder in Pakistan gespielt.

#### Spot Fixing Skandal (2010)
Am dritten Tag des vierten Tests der Tour Pakistans in England in 2010 wurden Presseberichte bekannt, dass pakistanische Spieler in Wettbetrug verwickelt seien und gegen hohe Geldbeträge in vorgegebenen Overn No Balls bowlen würden. Als dieses bestätigt wurde, wurden die involvierten Spieler Mohammad Asif, Mohammad Amir und Kapitän Salman Butt zu Gefängnisstrafen verurteilt und langjährig gesperrt.

#### Ball tampering (2018)
Beim dritten Test der Tour Australiens in Südafrika 2018 wurde der australische Spieler Cameron Bancroft mit Fernsehkameras der Ballmanipulation überführt. Als herauskam, dass diese Manipulation mit dem Führungsteam seiner Mannschaft abgesprochen und von dieser initiiert worden war, mussten die Kapitäne Steve Smith und David Warner zurücktreten, und auch der Trainer Darren Lehmann legte seinen Posten nieder.

### Anekdotisches und Cricket-Ausdrücke
- Cricket dürfte die einzige Sportart sein, in der es offizielle Mittags- und Teepausen (Lunch und Tea) gibt. Die Mittagspause dauert 40 Minuten und die Teepause 20 Minuten.
- Wenn der Score genau 111 Runs zeigt, so spricht man von einem „Nelson“, 222 – double Nelson, 333 – triple Nelson
- Tim Rice setzte seinem Lieblingssport in dem Musical Cricket (mit Musik von Andrew Lloyd Webber) ein Denkmal.
- Scheidet ein Batter aus, ohne dass er einen einzigen Punkt (Run) erzielen konnte, spricht man von „out for a duck“, das heißt, er hat sich eine Ente eingefangen. Scheidet der Schlagmann beim ersten Ball aus, so spricht man von einer Golden Duck („Goldene Ente“). Von einem diamond duck, platinum duck oder auch royal duck spricht man, wenn der Batter vom ersten Ball eines Innings out ist. Bei Fernsehübertragungen erscheint dann manchmal eine Ente, die über den Bildschirm watschelt, und an Stelle der Null in der Statistik steht eine Ente. Der Ausdruck stammt wahrscheinlich davon, dass die 0, die hinter dem Namen des betreffenden Spielers im Spielbericht auftaucht, wegen der Ähnlichkeit in der Form als duck’s egg bezeichnet wurde.
- Gelingt es einem Bowler, dass die gegnerischen Batsmen während eines Overs (sechs Bälle) keinen Run durch einen Schlag zustande bringen, und hat er auch keinen No Ball oder Wide verschuldet, so hat er ein „Maiden“ (Jungfrau) vollbracht. Entsprechend wird das in seiner offiziellen Statistik vermerkt. Ohne Beabsichtigung eines Double Entendre heißt es dann: „He bowled a maiden over.“ Ein Over, in dem ein Wicket fällt und sonst kein Run erzielt wird, wird als wicket maiden bezeichnet.
- Einhundert oder mehr Runs von einem Schlagmann nennt man ein Century (Jahrhundert) oder eine ton (Tonne). 50 bis 99 werden als half-century bezeichnet.
- Auch im Cricket ist ein Hattrick möglich, allerdings nur für Bowler. Man muss dafür drei gegnerische Batsmen mit drei aufeinanderfolgenden Bällen aus dem Spiel befördern.
- Beim Test-Cricket unterhalten sich Fernsehkommentatoren während einer Liveübertragung gelegentlich minutenlang über völlig sachfremde Themen. Die Kommentatorenteams kommen meist aus den beiden Ländern der Wettkampfteilnehmer und berichten für beide Länder gleichzeitig (siehe Test Match Special).
- Ein Kommentar des Sportkommentators Jonathan Agnew wurde von den BBC Radio 5 Live-Hörern zum Besten Sport-Kommentar aller Zeiten gewählt. Der Batter Ian Botham fiel bei einem Test-Match über die Stumps und entfernte die Bails, was zu einem automatischen Out führt. Agnews Kommentar im Liveradio: „He just didn’t quite get his leg over“. Getting one’s leg over ist eine vulgäre Umschreibung in England für Sex.[37]

### Cricket in der Literatur
- Die Schlüsselszene des Kriminalromans Murder Must Advertise („Mord braucht Reklame“) von Dorothy L. Sayers besteht aus der detaillierten Beschreibung eines Cricketspiels, bei dem sowohl der Mörder als auch der verdeckt ermittelnde Detektiv durch ihre Spieltechnik erkannt werden.
- In Douglas Adams’ Roman Life, the Universe and Everything aus der Per Anhalter durch die Galaxis-Reihe wird die Bedeutung des Spieles für dessen Anhänger durch eine galaktische Auseinandersetzung persifliert, die durch typische Merkmale des Cricket gekennzeichnet ist. Einer der Handlungsorte ist der Planet Krikkit.
- In dem in New York spielenden Roman Niederland von Joseph O’Neill ist die Leidenschaft des Protagonisten und seines west-indischen Bekannten für Cricket ein zentrales Thema.
- Im Kriminalroman Asche zu Asche (engl. Playing for the ashes) von Elizabeth George dreht sich die Handlung um einen Cricketspieler, der in einem Landhaus in Kent ermordet wird.
- Das bekannteste Buch von C. L. R. James, Beyond a boundary von 1963, rankt persönliche Erinnerungen und Kommentare um eine Studie über Cricket.
- In dem in London spielenden Roman Fünf Tage, Ein Spiel von Jennie Walker ist eine Cricket-Übertragung im Fernsehen der Zeitrahmen der Erzählung.
- In seinem Drama Das einzig Wahre vergleicht Tom Stoppard bzw. seine Hauptfigur Henry ein Theaterstück mit einem Cricketschläger: So wie der Schläger mit einem kleinen Schlag einem Ball zum großen Flug verhilft, so tut es das Theaterstück mit einer Idee des Autors.
- In seiner Autobiographie Ich und ich[38] bezeichnet Peter Ustinov – der in seiner Schulzeit unfreiwillig Cricket spielen musste – das Spiel als „Überbleibsel einer längst vergangenen Schlacht, mit einem viel zu harten Ball, erdacht von einem Offizier mit abwegigem Intellekt, nachdem er in einer Gefechtspause einige Grobiane dabei beobachtet hatte, wie sie sich gegenseitig mit Blindgängern bewarfen“.

### Cricket in Film und Fernsehen
- In dem erfolgreichen Bollywoodfilm Lagaan (2001) geht es um eine zynische Wette zwischen den britischen Kolonialherren und den Bewohnern eines durch Regenmangel völlig verarmten indischen Dorfes, die bei einem Sieg in dem ihnen unbekannten Spiel drei Jahre Pacht- und Steuererlass (Hindi Lagaan) erhalten, im Fall ihrer Niederlage aber auch die dreifache Steuer zahlen müssen, d. h., ihrem Ruin ins Auge sehen. Die Dörfler lassen sich auf das Spiel ein. Der Spielverlauf, der die letzten vierzig Minuten des dreieinhalbstündigen Films einnimmt, ist an Dramatik kaum zu übertreffen und stellt eine großartige Werbung für die in weiten Teilen der Welt kaum bekannte Sportart dar.
- In Folge 5 (Der letzte Mann) der 3. Staffel der Krimiserie Father Brown nimmt ein Cricketspiel breiten Raum ein. Der Gewinner des jährlichen Spiels zwischen einem Dorf und einem benachbarten Gut darf das Cricketfeld für das nächste Jahr nutzen – nach dem zehnten Sieg in Folge sogar für immer. Noch vor dem Spiel sterben der Kapitän und der beste Spieler. Daher muss schließlich sogar die Ehefrau des örtlichen Grundbesitzers als Batter antreten.
- In Folge 113 (Das Cricket-Fieber) bzw. 3 der 19. Staffel der Krimiserie Inspector Barnaby wird ein sehr guter Cricketspieler und Kapitän der Mannschaft durch die Ballmaschine getötet. Ein Motiv könnte sein, dass sich die Anhänger des traditionellen Crickets gegen eine neue, schnellere Variante (ähnlich dem Twenty20), die eingeführt werden soll, wehren. Auch ist viel (Wett-)Geld im Spiel, dem nicht alle Spieler widerstehen. Auch der nach dem Mord an seinem Vorgänger frisch eingesetzte neue Kapitän muss sein Leben lassen – so dass ein verdeckt ermittelnder Polizist schließlich Mannschaftskapitän wird und für den Sieg sorgt. Des Weiteren ist Cricket auch ein Thema in der Folge "Sport ist Mord" (Staffel 2, Folge 3 "Dead Man's Eleven").
- In der britischen Kriminalkomödie Eine Dame verschwindet (1938) kommen zwei von Basil Radford und Naunton Wayne gespielte Cricket-Fans vor, die sich durch nichts von ihrem einzigen Interesse, nämlich Cricket, abbringen lassen.